# Yvan Vérin
Yvan Vérin, né le 9 septembre 2000 à Fort-de-France, est un handballeur français évoluant au poste d'arrière gauche.

## Biographie
Yvan Vérin naît en Martinique à Fort-de-France. Il intègre le Pole espoirs de handball des Antilles (regroupant la Guadeloupe, la Guyane et la Martinique), où il suit le cursus de formation de trois ans et évolue à l’Union Sportive Citron dans sa ville natale, après être passé par le Club Sport.

### Fin de formation et débuts pros à Chartres
Arrivé au centre de formation du C' Chartres MHB en 2018, Yvan Vérin est utilisé par l'entraîneur espagnol du C'CMHB, Toni Gerona, au début de la saison 2019-20, suite à des nombreuses blessures au sein de l'effectif, et notamment Dan Racoțea. Vérin inscrit notamment trois buts lors de sa première sortie face au Paris Saint-Germain. Il suit en parallèle un BTS NDRC (Négociation et Digitalisation de la Relation Client) sur deux années au Lycée Fulbert de Chartres.
International U19 puis U21, Yvan Vérin signe son premier contrat professionnel avec le club de Chartres en décembre 2019, pour une durée de quatre saisons, (jusqu’en  2024). Il compte alors neuf matches de Lidl Starligue pour six buts inscrits, ainsi qu'un match en Coupe de la Ligue et un en Coupe de France pour un total de treize buts inscrits. Vérin fait partie de la stratégie du club en terme de formation dans la continuité de la signature d'un autre produit de sa formation, William Bénézit, et de l'arrivée d'Edgar Dentz.
En mai 2020, Vérin est élu meilleur jeune de la Starligue, lors des récompenses des Handnews (avec 37 % des presque 8 000 voix, devant Gabin Martinez-32 % et Aymeric Anzuini-31 %), six mois après la signature de son premier contrat professionnel avec le C'CMHB.
En janvier 2024, Yvan Vérin paraphe un nouveau contrat pour deux saisons supplémentaires, jusqu'en 2026. Il cumule alors 236 buts depuis le début de sa carrière professionnelle et plus de 110 matchs en Liqui Moly StarLigue.
Mi-janvier 2025, il est opéré d’une hernie inguinale et fait son retour en championnat fin février.

### En équipe de France jeunes
Yvan Vérin intègre les équipes de France de jeunes en 2018.
Lors de la saison 2019-2020, l’arrière gauche poursuit son chemin avec l’équipe de France U21 et dispute deux matchs en Roumanie lors d’un regroupement en octobre 2019.

## Statistiques
| Saison                | Club                           | Championnat           | Championnat | Championnat | Coupe nationale | Coupe nationale | Coupe de la Ligue | Coupe de la Ligue | Total | Total |
| Saison                | Club                           | Division              | M.          | B.          | M.              | B.              | M.                | B.                | M.    | B.    |
| 2019-2020             | C' Chartres Métropole handball | D1                    | 16          | 15          | 2               | 8               | 1                 | -                 | 19    | 23    |
| 2020-2021             | C' Chartres Métropole handball | D1                    | 30          | 49          | -               | -               | -                 | -                 | 30    | 49    |
| 2021-2022             | C' Chartres Métropole handball | D1                    | 30          | 59          | 4               | 3               | 1                 | 1                 | 35    | 63    |
| 2022-2023             | C' Chartres Métropole handball | D1                    | 27          | 62          | 3               | 6               | -                 | -                 | 30    | 68    |
| 2023-2024             | C' Chartres Métropole handball | D1                    | 30          | 111         | 1               | 4               | -                 | -                 | 31    | 115   |
| 2024-2025             | C' Chartres Métropole handball | D1                    | 27          | 84          | 2               | 5               | -                 | -                 | 29    | 89    |
| Total sur la carrière | Total sur la carrière          | Total sur la carrière | 160         | 380         | 12              | 26              | 2                 | 1                 | 174   | 407   |